# Liste der türkischen Botschafter in Kenia
Die Botschaft wurde am 22. Juni 1968 in Nairobi eröffnet.
Am 26. Mai 2007 wurde eine Handelsberatung eröffnet.
| Ernennung Akkreditierung | Botschafter            | Bemerkung | Ministerpräsident der Türkei | Präsident Kenias | Posten verlassen |
| ------------------------ | ---------------------- | --- | ---------------------------- | ---------------- | ---------------- |
| 1. Apr. 1968             | Sadun Terem            | | Suad Hayri Ürgüplü           | Jomo Kenyatta    | 1. Aug. 1973     |
| 1. Sep. 1973             | Özer Tevs              | | Mehmet Naim Talu             | Jomo Kenyatta    | 1. März 1977     |
| 1. Apr. 1977             | Mustafa Akşin          | | Süleyman Demirel             | Jomo Kenyatta    | 1. Nov. 1980     |
| 1. Dez. 1980             | Nurettin Karaköylü     | | Bülent Ulusu                 | Daniel arap Moi  | 1. Okt. 1983     |
| 1. Nov. 1983             | Hüseyin Çelem          | (* 28. September 1937 in Istanbul) 1955: Abitur: Saint Michel Französisch High School, 1959: Studium: Politikwissenschaft an der Universität Ankara, Dezember 1959: Eintritt in den auswärtigen Dienst, Beschäftigt in Washington, D. C., Buenos Aires und der Moskauer Botschaft, Paris in der Ständigen Vertretung bei der OECD. 1981–1983: Botschafter in Riad, 1983–1986: Botschafter in Nairobi, 1991–1995: Botschafter in Athen, 1995–1998: Vertreter beim UN-Hauptquartier, 2002: Versetzung in den Ruhestand. | Turgut Özal                  | Daniel arap Moi  | 1. Nov. 1986     |
| 1. Dez. 1986             | Hasan Üner             | | Turgut Özal                  | Daniel arap Moi  | 1. Sep. 1989     |
| 1. Okt. 1989             | Okyar Gündem           | | Yıldırım Akbulut             | Daniel arap Moi  | 1. Sep. 1992     |
| 1. Sep. 1992             | Metin İnegöllüoğlu     | | Süleyman Demirel             | Daniel arap Moi  | 1. Dez. 1992     |
| 1. Apr. 1993             | Erdim Tüzel            | | Tansu Çiller                 | Daniel arap Moi  | 1. Apr. 1995     |
| 1. Apr. 1995             | Balkan Kızıldeli       | | Tansu Çiller                 | Daniel arap Moi  | 1. Dez. 1998     |
| 1. Dez. 1998             | Mengü Büyükdavras      | | Mesut Yılmaz                 | Daniel arap Moi  | 1. Dez. 2002     |
| 1. Dez. 2002             | Varol Özkoçak          | | Abdullah Gül                 | Daniel arap Moi  | 1. März 2008     |
| 28. März 2008            | Salim Levent Şahinkaya | (* 19. Juli 1959 in Istanbul) Abitur: St. Josef Studium der Wirtschaftswissenschaft an der Universität Grenoble, 28. März 2008 7. November 2009 Botschafter in Nairobi, 7. November 2009 – 13. September 2011: Botschafter in Tripolis, 18. Oktober 2011 – 1. Dezember 2013 Zeremonienmeister. Seit 1. Dezember 2013: Botschafter in Luxemburg. | Recep Tayyip Erdoğan         | Mwai Kibaki      | 31. Okt. 2009    |
| 1. Dez. 2009             | Tuncer Kayalar         | | Recep Tayyip Erdoğan         | Mwai Kibaki      | 17. Juli 2012    |
| 8. Aug. 2012             | Hüseyin Avni Aksoy     | | Recep Tayyip Erdoğan         | Mwai Kibaki      | 15. Dez. 2014    |
| 15. Sep. 2014            | Deniz Eke              | (* 1970 in Ankara) 1. Februar 2011 – 15. September 2014 Generalkonsulin in Shanghai | Ahmet Davutoğlu              | Uhuru Kenyatta   |                  |